# Olovo (element)
Olovo je kemijski element atomskog (rednog) broja 82 i atomske mase 207.2(1). U periodnom sustavu elemenata predstavlja ga simbol Pb.

## Osobine i svojstva
Olovo je srebrnoplav do modrikastosiv sjajan metal, na svježem prerezu vrlo sjajan, stajanjem na zraku potamni zbog stvaranja zaštitonoga sloja oksida i karbonata. Mekano je i teško (gustoća 11,35 g/cm3), niska tališta (327,5 °C), a mehanički slabo. S usporedbi s drugim metalima, slab je vodič topline i elektriciteta. Kovko je i rastegljivo, pa se može deformirat i rukama i rezati nožem zbog mekanosti, lako se savija i valja u tanke folije, limove, izvlači u žice i ekstrudira u cijevi.

Olovo ostavlja taman trag na papiru.
Korozijski je vrlo postojano (otporno na koroziju), otporno je prema kloru, sumporovu dioksidu i sumporovodiku.
Neke organske oksidirajuće kiseline i alkalijske lužine polako ga nagrizaju, ali je otporan prema većini kiselina; ne otapa se u klorovodičnoj, fluorovodičnoj i sumpornoj kiselini (do koncentracije; masenog udjela od 80%, zbog stvaranja netopljivog PbSO4), ali se lako otapa u razrijeđenoj oksidirajućoj dušičnoj kiselini, octenoj kiselini, mravljoj kiselini i vinskoj kiselini, samo u prisutnosti kisika, i s njima tvori topljive soli.
Ne otapa se u destiliranoj vodi i u vodi koja ne sadržava otopljeni kisik, ali se zbog elektrokemijskih procesa otapa u prirodnim vodama (tzv. olovna korozija).

U vodenoj otopini daje slabo hidratizirani Pb2+ ion, koji je bezbojan. U jako lužnatoj otopini olovo se nalazi kao HPbO2- (meta-plumbit-ion).

Reakcijom s hidrogen-karbonatima i sulfatima sadržanima u vodi, na površini olova nastaje sloj teško topljiva baznoga olovnoga karbonata i sulfata, što ga štiti od daljnje korozije.
Olovo ima 31 izotop, a od toga je 4 stabilno s masenim brojevima 204, 206, 207, 208 (posljednja tri konačni su produkti triju prirodnih raspadnih nizova radioaktivnih elemenata) i više radioizotopa.

## Rasprostranjenost
U prirodi se pojavljuje od reda u spojevima, vrlo rijetko samorodno.

Najvažnija je ruda galenit (ili olovni sjajnik, PbS), a manje su važni ceruzit (PbCO3), anglezit (PbSO4) i dr.

## Dobivanje
Dobiva se iz primarnih ruda, prženjem galenita, pri čem sulfid prelazi u oksid, koji se koksom reducira do metala. Po drugom se postupku galenit prži samo djelomično, a nastala smjesa olovnog oksida, sulfida i sulfata tali se bez prisutnosti zraka, pri čem sulfid reducira oksid i sulfat do metala.

Također se dobiva i iz sekundarnih sirovina, reciklažom olovnih akumulatora, otpadaka valjanoga olova i olovnih slitina.

U prvom i drugom procesu, sirovo olovo rafinira se oksidacijskim taljenjem ili elektrolitički.

## Upotreba olova; prije i sad
Olovo je poznato od davnine, ~ 1000. godine prije Krista, iako neki izvori tvrde i od prije 5000 do 8000 godina.
Olovo je nakon željeza i cinka najjeftiniji tehnički metal, vrlo široke primjene, jer ima nisko talište, mekan je i slabo provodi struju, ali je sve više istisnut zbog svoje otrovnosti.
Najveću primjenu ima u proizvodnji akumulatora i lako taljivih slitina za meko lemljenje.
Vrlo dobro zaustavlja („upija“) rendgenske alfa, beta i gama zrake, pa se od olova izrađuju zaštitne radiološke obloge, oklopi, blokovi, pregače, rukavice i sl., kao zaštita protiv radijacije; prvenstveno od vrlo prodornog gama nuklearnog zračenja (tzv. X-zrake).
Služi u kemijskoj industriji za prevlačenje reakcijskih posuda, za oblaganje komora u proizvodnji sumporne kiseline, spremnika za nagrizajuće kemikalije, cijevi i uređaja otpornih prema sumpornoj kiselini (olovne komore), proizvodnju raznih kemijskih dijelova aparatura, spremnika korozivnih plinova, spremnika za radioaktivne tvari, i sl.
Također se koristi i u kemijskoj industriji za proizvodnju nekih olovnih boja, primjerice tetraetil-olovo, koji je ujedno i antidetonator i boja benzina.
Olovne ploče ugrađuju se u zidove zgrada kao zvučna izolacija, te u temelje radi prigušivanja vibracija.
Dandanas služi za izradbu puščanih zrna (tanadi) i drugog artiljerijskog streljiva (metaka).
Također se koristi kao uteg (npr. na udicama) s 2,5% antimona.
Od olovnoga lima su se izrađivale krovne obloge, olovne folije i tube koje su služile za ambalažu.
Olovo se od davnina rabi za izradbu ukrasnih predmeta i lijevanje kipova, ali takvi predmeti su u novije vrijeme zaštićeni raznim premazima zbog njegove svjesne otrovnosti.
Nekoć je olovo služilo za izradbu vodovodnih cijevi za kanalizaciju, ali se danas zbog olovne korozije i otrovnosti olova i njegovih soli od njega više ne izrađuju ni odvodne vodoinstalacije, jer se tako prenose u vode tekućice ili stajaćice (more), te se mijenja PVC cijevima.

## Upotreba olovnih slitina; prije i sad
Kako bi mu se poboljšala svojstva (čvrstoća, otpornost na koroziju), legira se kositrom i antimonom (tzv. tvrdo olovo), a katkad i bakrom, bizmutom, kadmijem i srebrom.
Najpoznatije slitine su s antimonom i kositrom, koje su boljih mehaničkih svojstava od samog olova.
Olovne slitine se rabe za izradbu cijevi, akumulatorskih ploča, lijevanje pod tlakom, za izradbu ležajeva, itd.

Također se rabe i za izradbu plašteva kod elektroničkih kabela, ali se mora omotavati naknadno PVC-om što snosi dodatne troškove, pa je takva izradba sve više napuštena i zamijenjena drugim izvedbama.

## Trovanje olovom
Trovanju olovom izloženi su radnici u naftnoj industriji, rudnicima, ljevaonicama, u proizvodnji olovnih akumulatora, boja, keramike i stakla, jer dolaze u dodir s prašinom i parama koje sadrže olovo i njegove spojeve.
Olovo i njegovi spojevi otrovni su ako se unesu u organizam, a naročito olovo zbog svog kumulativnog efekta. Olovo se kompleksno veže na okso-skupine enzima i tako ometa gotovo sve korake sinteze hemoglobina i metabolizam porfirina, sprječava djelovanje adenozin-trifosfataze odgovorne za proizvodnju atanične energije, ometa i sintezu bjelančevina i vrlo štetno djeluje na središnji i periferni živčani sustav, izazivajući poremećaje (naročito kod djece), krvi i mozga:
- 0-10% izaziva smetnje u protoku krvi,
- 10-25% nastaju ozbiljne poteškoće u mozgu i krvi,
- 25-50% može dovesti do pada u nesvijest ili čak može nastupiti smrt.

Sistemski je otrov i ima razna štetna djelovanja, a na krvotvorni sustav (koštana srž) može izazvati anemiju i leukemiju.
Kumulativni je otrov jer se nakuplja u kostima, a znači trovanja udisanjem para, dimova ili prašina su: umor, glavobolja, zatvor, bolovi u kostima i mišićima.
Olovo se iz organizma ne može izlučiti spontano, već se u njem nagomilava. Zato otrovanje mogu uzrokovati i količine olova manje od dopuštenih, ako je izloženost izvoru trovanja dugotrajna.
Otrovanje se liječi tvarima koje s olovom tvore stabilne kompleksne spojeve i za sebe čvrsto vežu olovo, pa se mokraćom lako izlučuju iz organizma (kalcijev etilendiamintetracetat, CaNa2EDTA /etilendiamintetraoctena kiselina/ i antibiotik penicilamin).
- Oznake: T+, N, karc I, olovo i neki njegovi spojevi (repr toks I)
- Dijamant opasnosti[3]

3 (lijevo plavo polje u rombu označava opasnost po zdravlje)
- Gustoća para 7,14.[4]

## Spojevi
Iako olovo tvori i četverovalentne, ne previše stabilne spojeve, najvažniji su njegovi spojevi dvovalentni. Od oksida olova važniji su Pb3O4 (tzv. minij) i PbO2.

U vodi su topljivi; acetat, nitrat, nitrit, klorat, perklorat i bromat.
- Olovov(II, IV) oksid (Pb2PbO4 (uobičajeno Pb3O4) ili 2 PbO x PbO2, minij, olovov tetraoksid, olovov(II) ortoplumbat(IV), olovov(II) tetraoksoplumbat, crveno olovo) je jedan od triju oksida olova, u kojem se olovo nalazi u dvama različitim oksidacijskim stanjima (Pb2+ i Pb4+), tetragonske simetrije. Označava se u obliku oksida, a zapravo je Pb2PbO4. To je težak prah intenzivne crvene boje i velike gustoće, netopljiv u vodi. Javlja se u prirodnom obliku kao mineral minij mineral. Upotrebljava se za temeljne naliče (npr. pomiješan s lanenim uljem), kao antikorozivni premaz za željezne i čelične konstrukcije (sve manje zbog otrovnosti), te kao crveni pigment u proizvodnji kristalnoga stakla i glazura.
- Olovov(IV) oksid (olovov dioksid, PbO2) je težak kristalan prah koji se javlja samo u jednoj modifikaciji sa strukturom rutila (TiO2).
- Olovov(II) oksid (PbO, olovov monoksid, olovna gleđa) ima crvene tetragonske kristale (alfa-modifikacija poznata je kao litargit) koji pri 490 °C prelaze u teške žute (ili žutosmeđe) rompske kristale (beta-modifikacija masikot).

Slabo se otapa u vodi, a lako u vrlo koncentriranim lužinama i u kiselinama stvarajući olovne soli, pa se on ponajviše koristi za pripravu drugih olovovih soli. Vrlo je otrovan olovov spoj.
- Olovov(II) hidroksid (Pb(OH)2) nastaje kao bijel talog kompleksnog sastava Pb2O(OH)2 dodatkom lužine otopinama olovnih soli. Ima amfotermni karakter s jače izraženim alkalnim svojstvima. Odstranjivanjem vode pri temperaturi 100 °C prelazi u crveni olovov oksid, a kod niže temperature nastaje žuti olovov oksid.
- Olovov(II) karbonat (PbCO3, ceruzit) nastaje kao bijeli talog dodatkom amonijevog karbonata otopini olovovog(II) nitrata.

Također se može dobiti otopanjem olova u octenoj kiselini, a otopini se dodaje natrijev hidrogenkarbonat dok ne prestane taložiti. Talog je olovov karbonat.
Taloženjem pomoću Na2CO3 uz grijanje može nastati bazni olovov(II) karbonat, tzv. olovno bjelilo (Pb(OH)2 x 2PbCO3).
- Olovno bjelilo (Pb(OH)2 x 2PbCO3) je jedan od najstarijih sintetskih pigmenata.

To je bijeli pigment, po kemijskom sastavu bazični olovni(II) karbonat, ali je smjesa olovnoga karbonata i hidroksida.
Može se dobiti uvođenjem ugljikova dioksida i kisika u otopine olovnih soli.
- Olovov(II) klorid (PbCl2) u prirodi se pojavljuje kao mineral kotunit. Kristalizira u bijelim svilenasto-sjajnim rompskim iglicama ili prizmama. Pri povišenoj temperaturi na zraku i uz prisutnost vlage razlaže se uz stvaranje alkalnih klorida i klorovodika. Otapa se u vrućoj vodi iz koje hlađenjem se ponovo izlučuje talog u obliku bijelih iglica. Topi se i na relativno niskoj temperaturi.
- Olovov(II) sulfid (PbS, galenit) je najmanje topljiv od svih soli olova, a otapa se u dušičnoj kiselini.

Nastaje kao crn talog dodatkom sulfidnih iona (S2-) topljivim solima olova; taloži u neutralnoj, lužnatoj i kiseloj otopini crni talog PbS:
Pb2+ + S2- --> PbS
Talog se otapa u vrućoj, razrijeđenoj HNO3 uz izlučivanje sumpora:
3 PbS + 2 HNO3 + 6H+ --> 3 S + 3 Pb2+ + 2 NO + 4 H2O
Upotrebljava se za dobivanje olova, a čisti PbS se upotrebljava u proizvodnji poluvodiča i fotoelektričnih elemenata te u keramičkoj industriji.
- Olovov(II) sulfat (PbSO4, anglezit) ima romboedarske kristale skoro netopljive u vodi.

Ne otapa se u klorovodičnoj, fluorovodičnoj i sumpornoj kiselini (do koncentracije; masenog udjela od 80%, zbog stvaranja netopljivog PbSO4). Talog je topljiv u jakoj lužini, vrućoj koncentriranoj otopini amonijeva acetata i u koncentriranoj H2SO4. Razrjeđivanjem otopine izlučuje se PbSO4.
Pb2+ + SO42- --> PbSO4
Pb + 2 H2SO4 --> H2[Pb(SO4)2] + H2
Bazični sulfat (i olovov silikat) se upotrebljava kao punilo i bijeli pigment u pripravi uljenih boja i lakova postojanih na zraku i svjetlu.
- Olovov(II) nitrat (Pb(NO3)2) je bijel kubičan ili monoklinski kristal lako topljiv u vodi.

U dodiru s organskim spojevima pospješuje gorenje, pa se upotrebljava kao dodatak zapaljivim i eksplozivnim smjesama, a koristi se kao oksidans i sredstvo za nagrizanje u tekstilnoj industriji. Služi u bojadisarstvu i bojadisarskom tiskanju pamuka, za dobivanje drugih olovnih spojeva i kao kemijski reagens.
Olovov(II) nitrat se dobiva reakcijom elementarnog olova s dušičnom kiselinom.
Olovov(IV) nitrat je Pb(NO3)4.
- Olovov(II) acetat trihidrat ((CH3COO)2Pb x 3 H2O, olovni šećer) bijel je kristal slatka okusa. Dobro se otapa u vodi i veoma je otrovan.

Bazični olovov(II) acetat (Pb(C2H3O2)2 ili Pb(OH)(OCOCH3)) služi u bojadisarstvu i bojadisarskom tiskanju pamuka, kao sredstvo za nagrizanje, za dobivanje drugih olovnih soli, kao analitički kemijski reagens, za prevlačenje kovina olovom i proizvodnju firnisa.
Pripravlja se reakcijom olovog(II) oksida s octenom kiselinom.
- Olovov(II) jodid (PbI2) kristalizira u heksagonskim listićima žute boje poput zlata. U vodi i alkoholu praktički je netopljiv. Upotrebljava se u tiskarstvu, fotografiji, pri prevlačenju metalnih predmeta broncom, itd.
- Olovov(II) kromat (PbCrO4) važan je pigment kromnih boja. Poznat je kao „kromova žuta boja“., a bazični olovni(II) kromat kao „kromova narančasta i crvena boja“.
- Olovov stearat se dodaje gumi, a služi kao sikativ za lakove i pri preradbi polimernih materijala.
- Olovov(II) arsenat se je prije koristio kao insekticid ali zbog štetnog djelovanja na čovjeka i zemlju, ta uporaba je napuštena i zamijenjena drugim preparativnim insekticidima.
- Tetraetilolovo (Pb(C2H5)4) se koristi u naftnoj industriji kao antidetonator i kao boja benzinu, al njegova je uporaba smanjena ili napuštena zbog štetnosti i danas postoji tzv. „bezolovni benzin“.
- Olovov trinitrorezorcinat (olovo trinitrorezorcijanurat, olovo stifnat, TNRS) su smeđi eksplozivni kristali, upotrebljavaju se kao inicijalni eksploziv.[2]

## Zanimljivosti
- Od imenice olovo nastala je i imenica olovka, jer je prva olovka bila žica od mekog olova utaknuta u drveni štapić.